# هومر جوردن
هومر جوردن (بالإنجليزية: Homer Jordan)‏ هو لاعب كرة قدم أمريكية ولاعب كرة قدم كندية أمريكي، ولد في 21 مارس 1960.

## وصلات خارجية
- هومر جوردن على موقع كلية كرة القدم في سبورتس رفرنس.كوم (الإنجليزية)